# Лінивка рудоголова
Лінивка рудоголова (Bucco capensis) — вид дятлоподібних птахів родини лінивкових (Bucconidae).

## Поширення
Вид поширений в північній частині Південної Америки. Трапляється в басейні річки Амазонки, в південній частині Колумбії і Венесуелі та у Гвіані. Мешкає у тропічних вологих лісах.

## Опис
Дрібний птах, завдовжки до 19 см, з кремезним тілом, великою головою та коротким хвостом. Верхня частина тіла коричнева, нижня біла. На грудях є чорна смужка. Дзьоб помаранчевий з чорним кінчиком.

## Спосіб життя
Трапляється поодиноко у підліску густих лісів. Живиться членистоногими і дрібними хребетними. Гніздо облаштовує в термітниках на деревах.

## Підвиди
- Bucco capensis capensis Linnaeus, 1766 - Гвіана, північ та захід Бразилії та схід Перу.
- Bucco capensis dugandi Gilliard, 1949 - південний схід Колумбії, Еквадор та центральна частини Перу.